# Nieuwe Apostolische Reformatie
De Nieuwe Apostolische Reformatie is omstreeks 1991 als een beweging binnen de Pinkster- en Charismatische beweging begonnen. Zij gelooft dat God de vijfvoudige bediening aan het herstellen is. De leer van de vijfvoudige bediening is gebaseerd op Efeze 4:11 waar gesproken wordt over de 'vijfvoudige bediening' in de gemeente van Jezus Christus. Er wordt daar gesproken over een bediening van apostel, profeet, evangelist, herder en leraar.

## Hersteltheologie
De vijfvoudige bediening wordt vaak geplaatst in de zogenaamde hersteltheologie. Volgens haar is in de geschiedenis een neerwaartse- en opgaande lijn te zien. De neergang van het christendom is begonnen toen keizer Constantijn in 313 het christendom institueerde. In de loop der eeuwen zijn er vele misstanden gegroeid, maar God is begonnen met het herstellen van zijn kerk. De eerste tekenen hiervan zien we bij de reformatie die de gevestigde kerk op haar grondvesten deed schudden en begon met het herstellen van waarheden die verborgen waren. In dit geval de genade van Jezus Christus. Sindsdien zijn er continu vernieuwingsbewegingen die iets van die verborgen waarheden openbaarden. De Nadere Reformatie legde de nadruk op een persoonlijke relatie met de Schepper en de pinksterbeweging 'ontdekte' de Heilige Geest en het spreken in tongen. Nu zou God de vijfvoudige bediening aan het herstellen zijn. De verwachting is dat Jezus zal terugkeren bij het volledige herstel van de gemeente.

## Praktijk
De manier waarop de vijfvoudige bediening vorm krijgt binnen bestaande gemeentes loopt uiteen. Sommige kerken voeren stelselmatig de vijf ambten in. In de praktijk is er in de meeste kerken sprake van drie ambten: predikant/voorganger, ouderling/oudste en diaken. Met name de kerken binnen de charismatische- en pinksterbeweging staan wel open voor de vijfvoudige bediening, maar deze wordt niet zozeer in een model gestopt. Het zijn eerder bepaalde eigenschappen of kwaliteiten die aan een voorganger of oudste worden toegekend. 
Religiewetenschapper Miranda Klaver liet zich in 2016 kritisch uit over gemeenten waar de vijfvoudige bediening als leiderschapsmodel was doorgevoerd: "Waar de vijfvoudige bediening is ingevoerd, liep dat vaak uit op ruzie. De vijf ambten zijn niet gelijk: de apostel en de profeet zijn duidelijk belangrijker dan de herder, de leraar en de evangelist. En een apostel, die de eindverantwoordelijke is voor de gemeente, kan ook in conflict komen met een profeet, die meent dat zijn boodschappen rechtstreeks van God komen. Daarnaast is de kans groot dat die vijf bedieningen een old boys network worden".
In Nederland zijn er weinig gemeentes die de vijfvoudige bediening consequent hebben doorgevoerd. Binnen de Verenigde Pinkster- en Evangeliegemeenten brak in 2016 een conflict uit omdat Daniël Renger werd voorgesteld als nieuwe voorzitter. Renger wilde de structuur van het kerkgenootschap centraliseren op basis van het model van de vijfvoudige bediening. Uiteindelijk kreeg Renger te weinig steun voor het voorzitterschap.
In Nederland wordt het apostolisch leiderschapsmodel naar schatting door enkele duizenden christenen en in enkele tientallen kerken beleden. De bekendste kerken en gemeentes in Nederland die hun leiderschapsmodel baseren op de vijfvoudige bediening zijn:
- Evangelisch Centrum Europoort
- House of Heroes in Nijkerk
- Levend Evangelie Gemeente in Aalsmeer